# صنعتگر

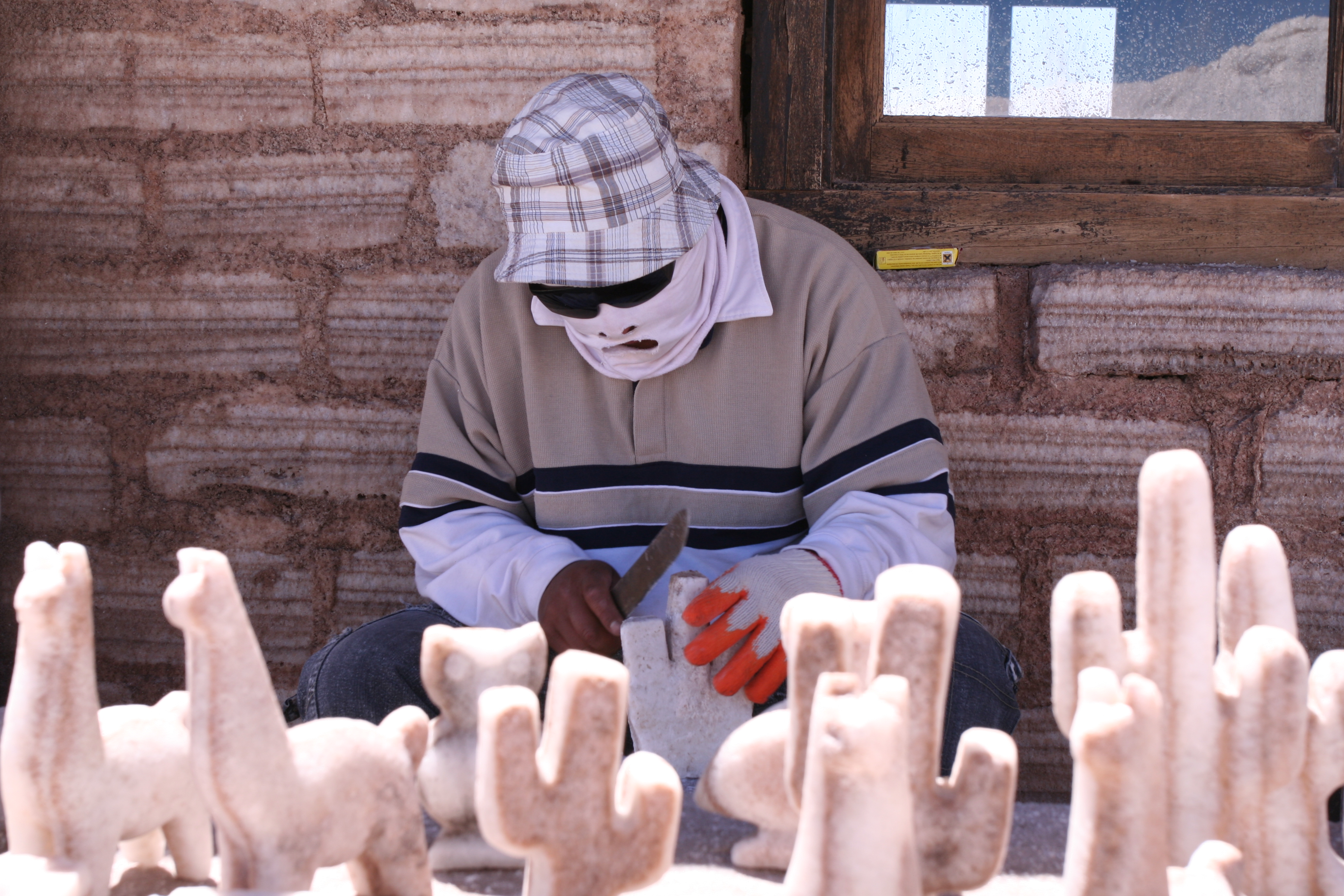
صنعتگر

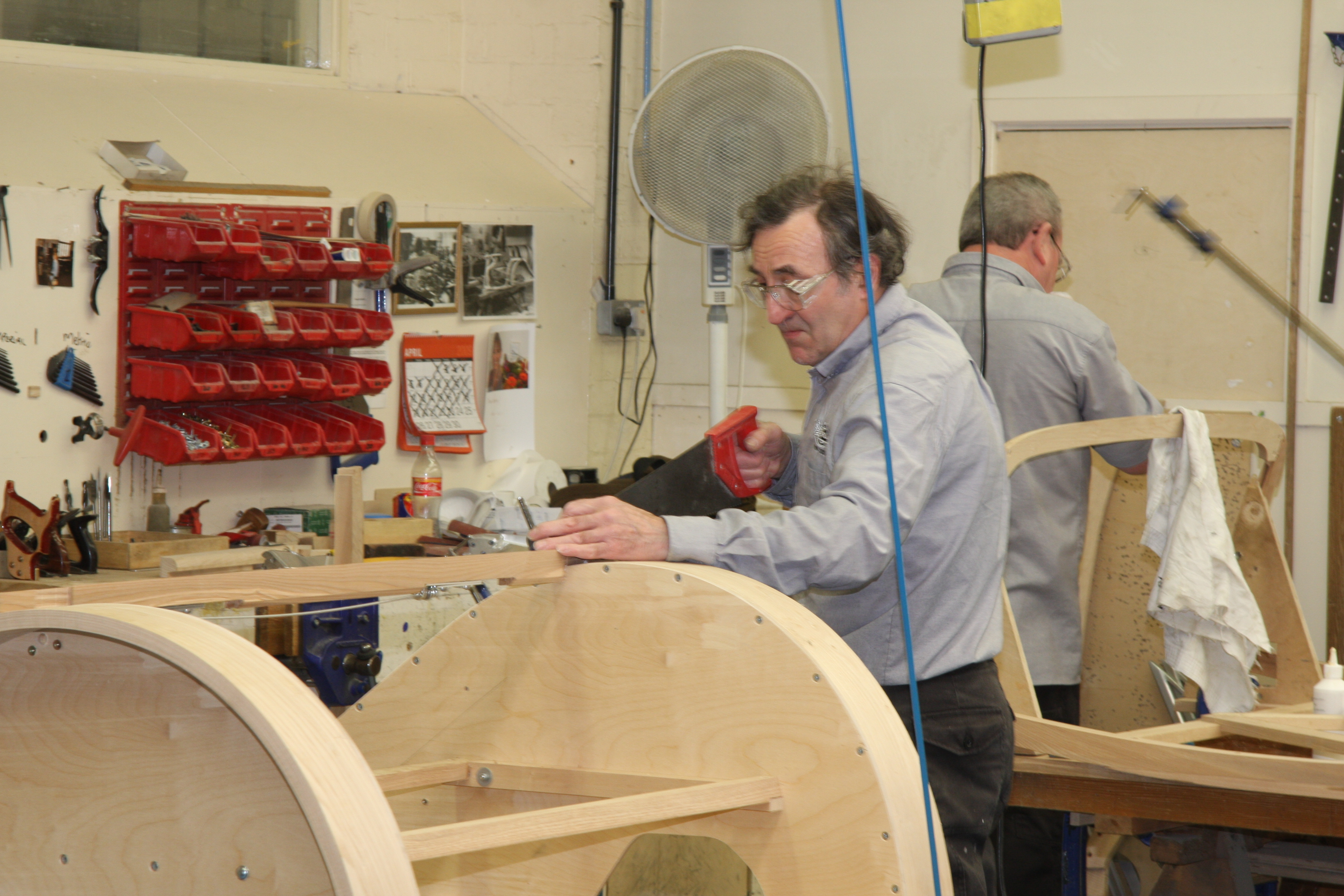
یک صنعتگر درحال انجام کار چوب کاری

پیشه‌ور یا صنعتگر به افرادی گفته می‌شود که مهارت در ساخت اشیاء کاربردی دارند و وسایلی که می‌سازند به انواع مختلفی مثل مجسمه‌سازی ساخت وسایل منزل اشیاء دکوری زیورآلات طراحی لباس و غیره تقسیم می‌شود. وسایل خانه ابزارآلات و همچنین ماشین‌های ساده دستی نیز جزو این کارها به حساب می‌آیند. صنعتگری پیشه‌ای است که نیاز به تجربه و مهارت فراوان و تمرین زیاد دارد و شخصی که این پیشه را شغل خود می‌داند باید به تجربه و مهارت فراوان دست یابد تا بتواند از پس این کار برآید.

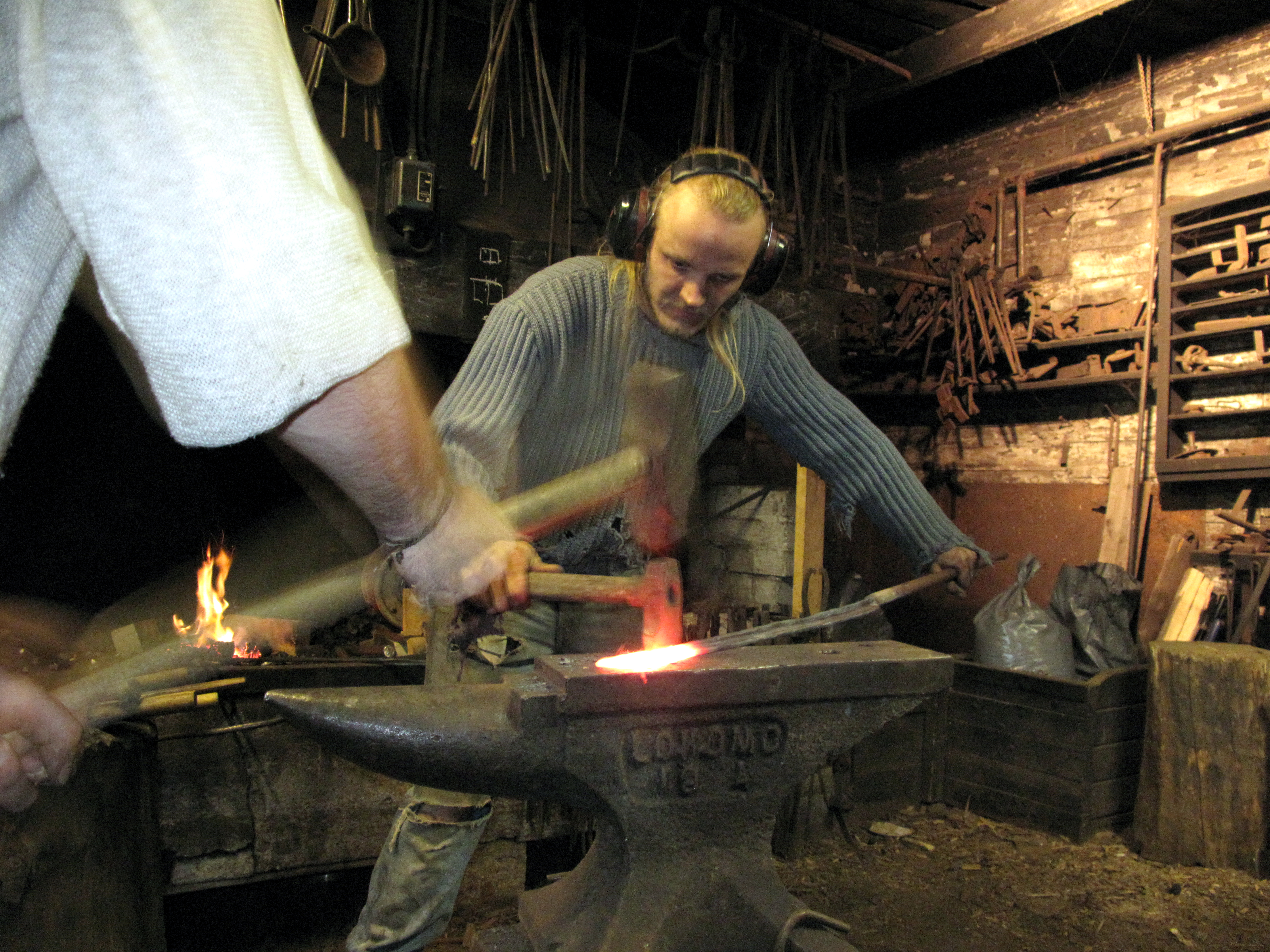
آهنگری نیز جزو صنعتگری است

## تاریخچه
صنعتگران قبل از انقلاب صنعتی تولیدکننده بودند.

## پیشه‌وران در قرون وسطی
در قرون وسطی صنعتگر به کسانی گفته می‌شد که یا تولیدکننده بودند یا سرویس‌هایی را ارائه می‌دادند. تولیدکننده مانند قفل‌سازی و ارائه‌کننده سرویس مانند تعمیر اسلحه
در آن زمان پیشه‌وران به دوگروه کلی تقسیم می‌شدند. استادان و شاگردان. استادان در قرون وسطی دارای موقعیت اجتماعی بهتری نسبت به شاگردان بودند.

## گالری تصاویر
تصاویری از پیشه‌وران را مشاهده کنید.

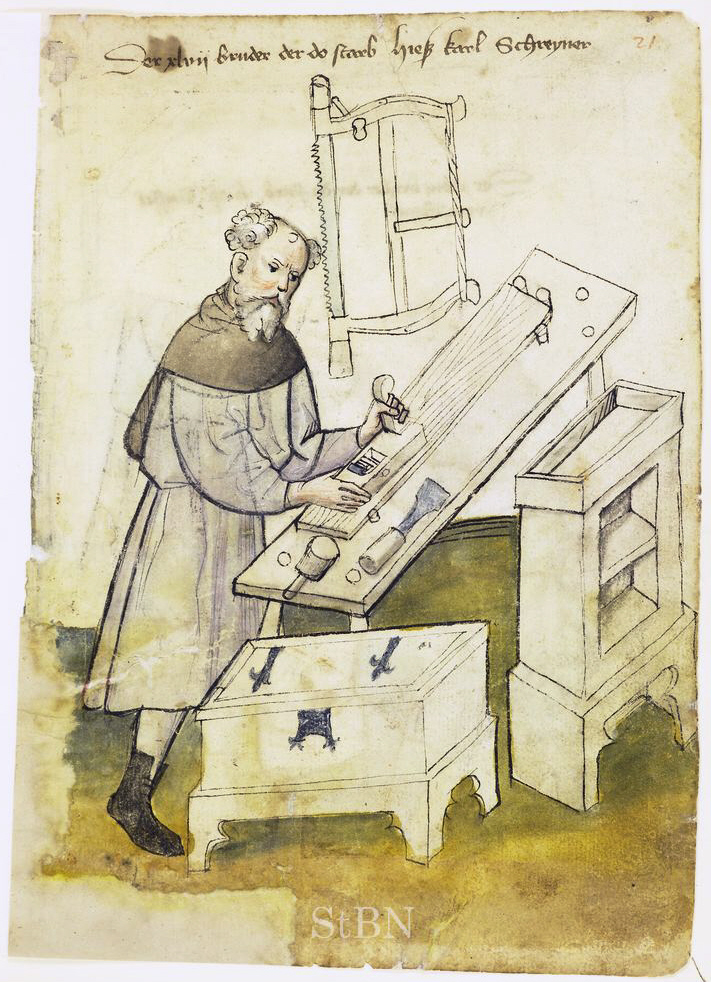
نجار، ۱۴۲۵
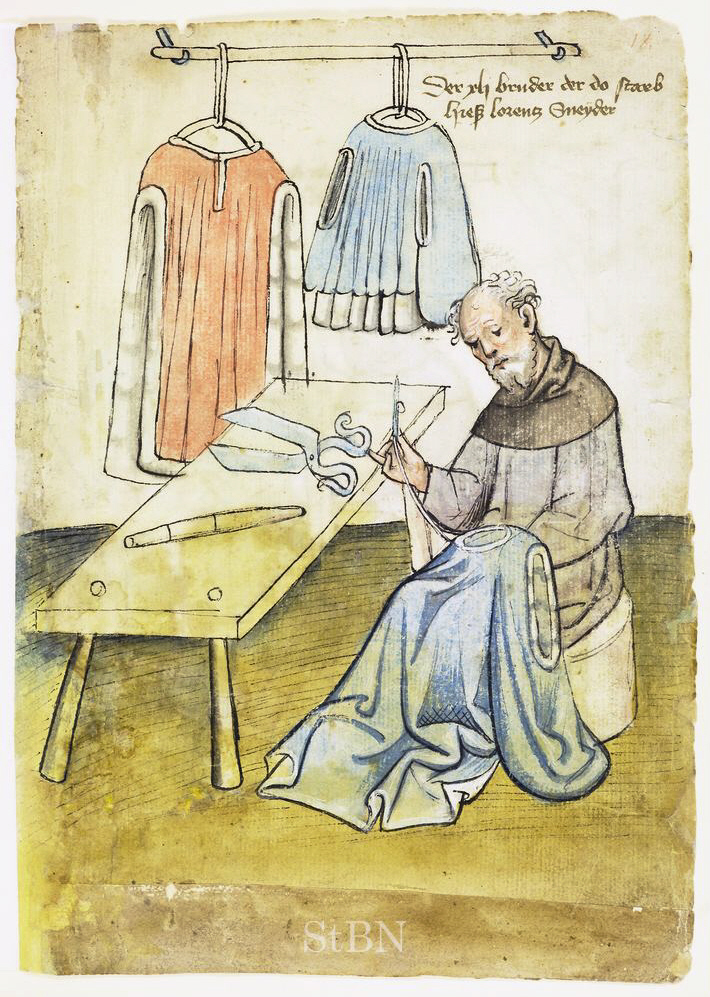
خیاط، ۱۴۲۵
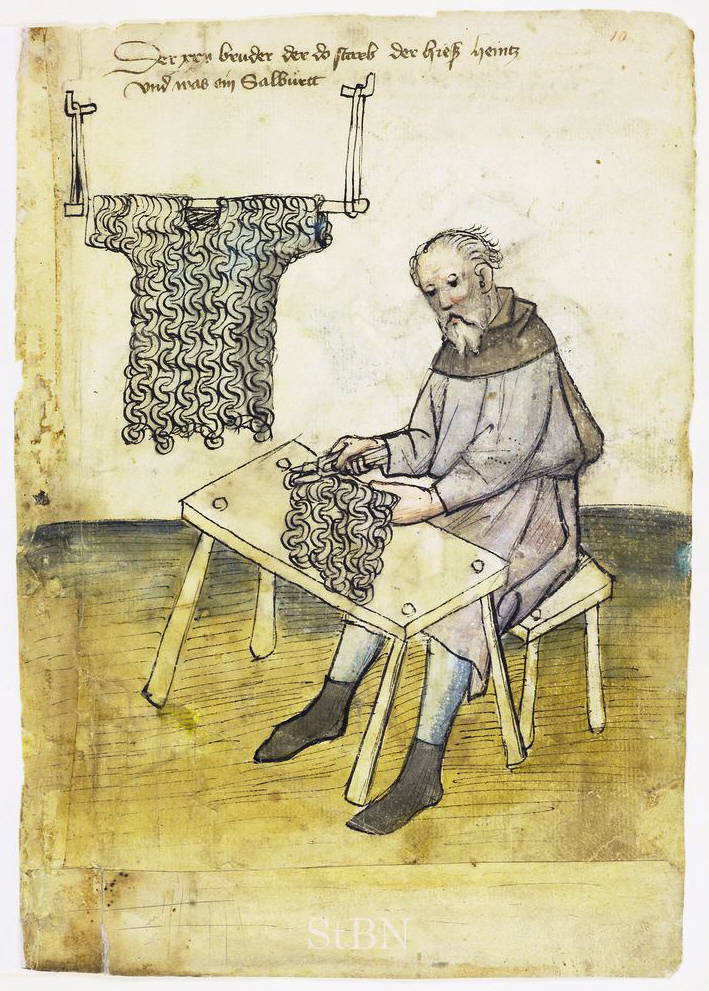
تعمیرکار اسلحه ۱۴۲۵
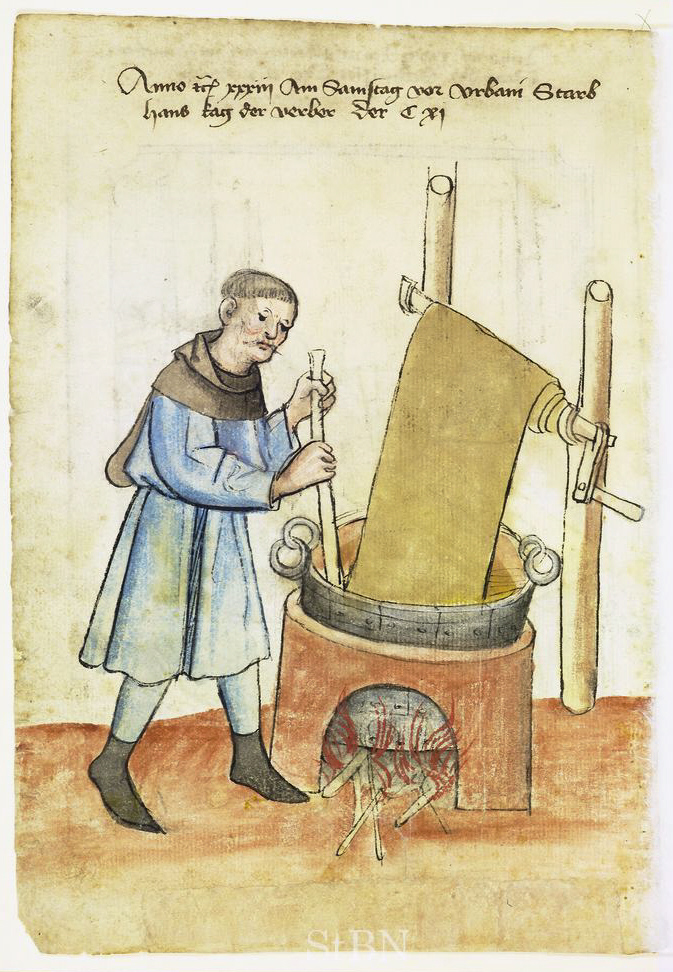
رنگرز، ۱۴۳۳
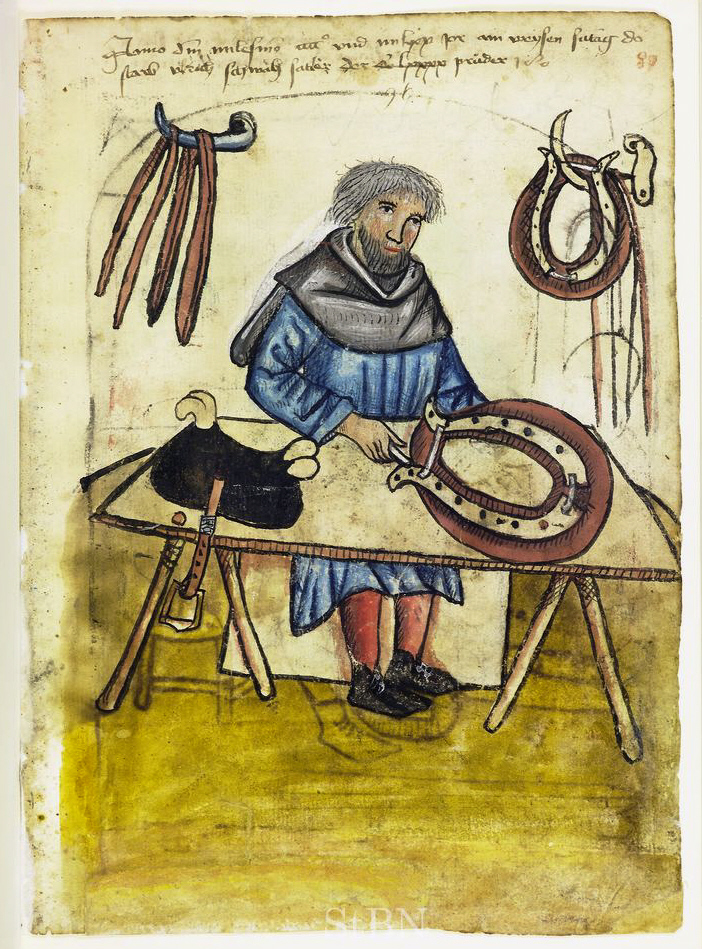
زین‌ساز ۱۴۷۰
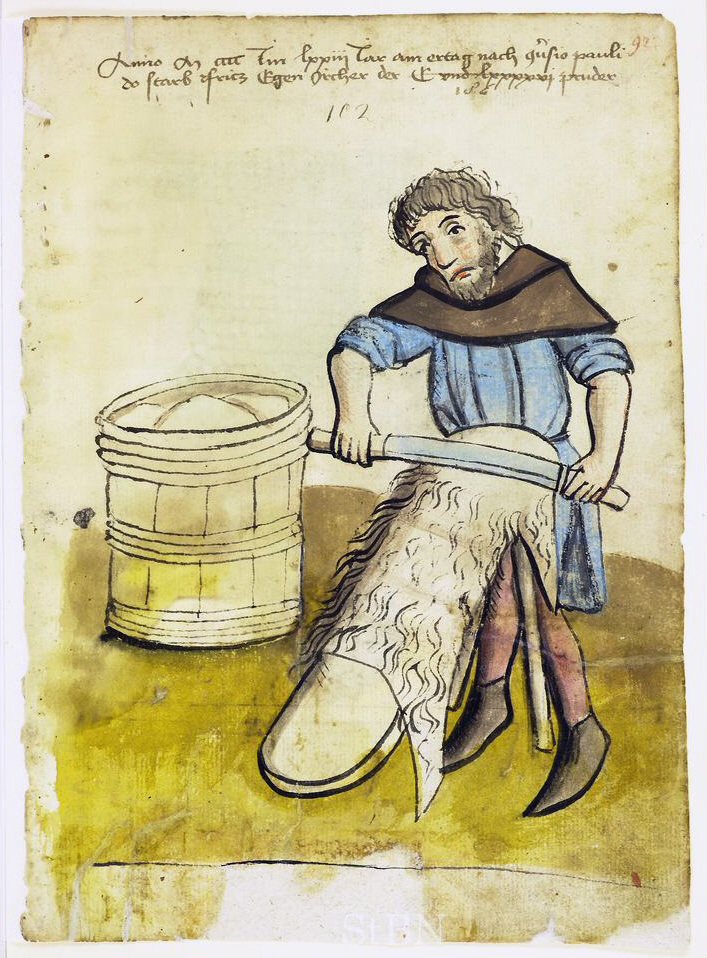
دباغ، ۱۴۷۳
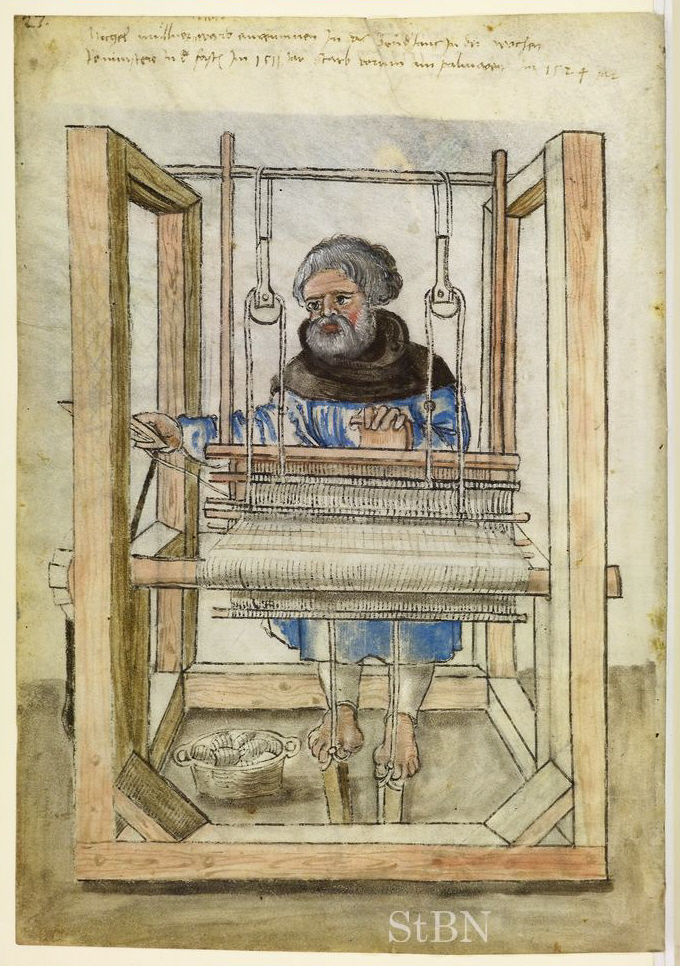
بافنده ۱۵۲۴
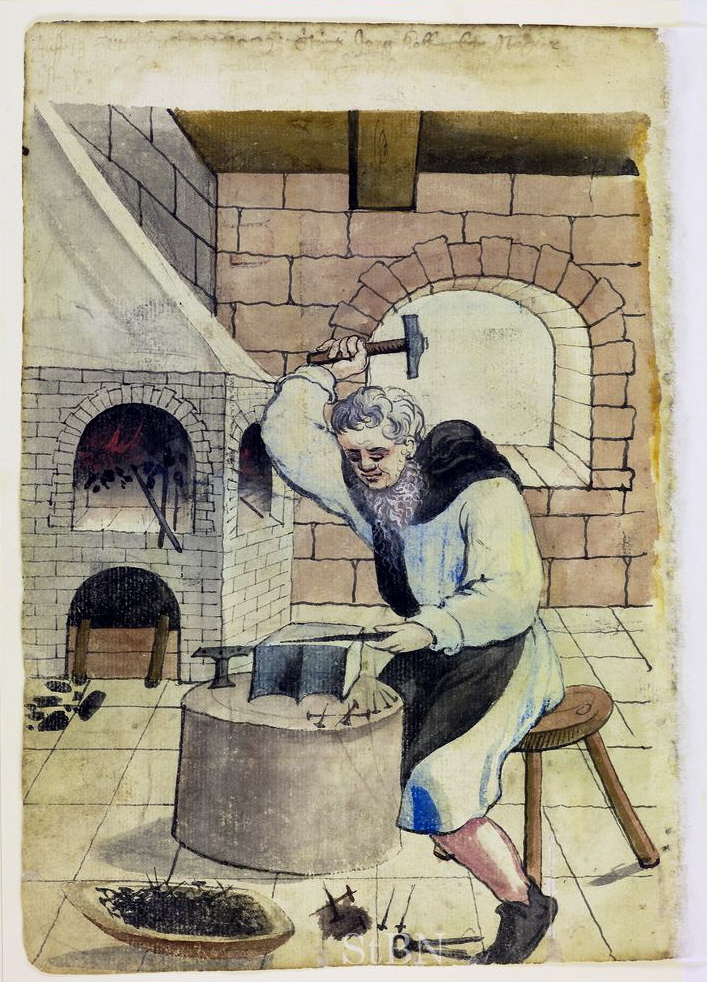
میخ‌ساز، ۱۵۲۹
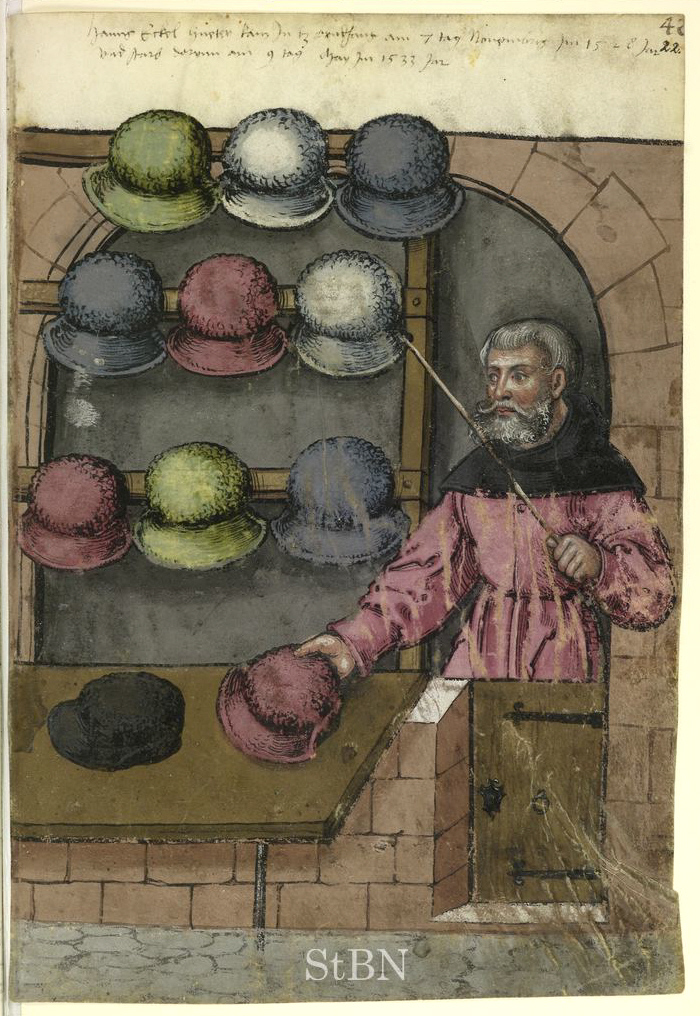
کلاه‌ساز، ۱۵۳۳
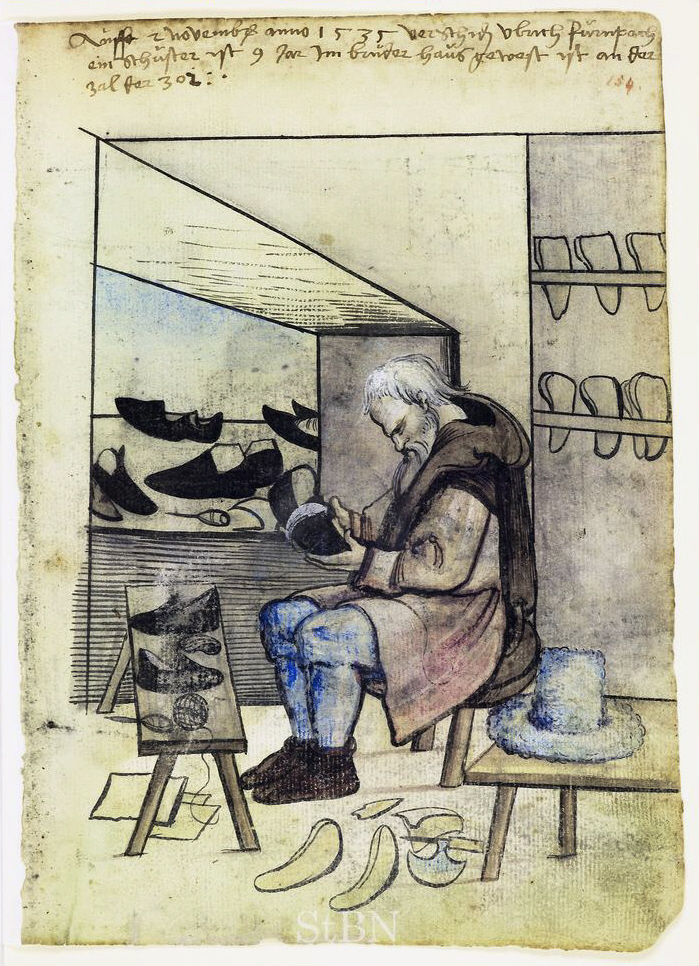
کفاش، ۱۵۳۵
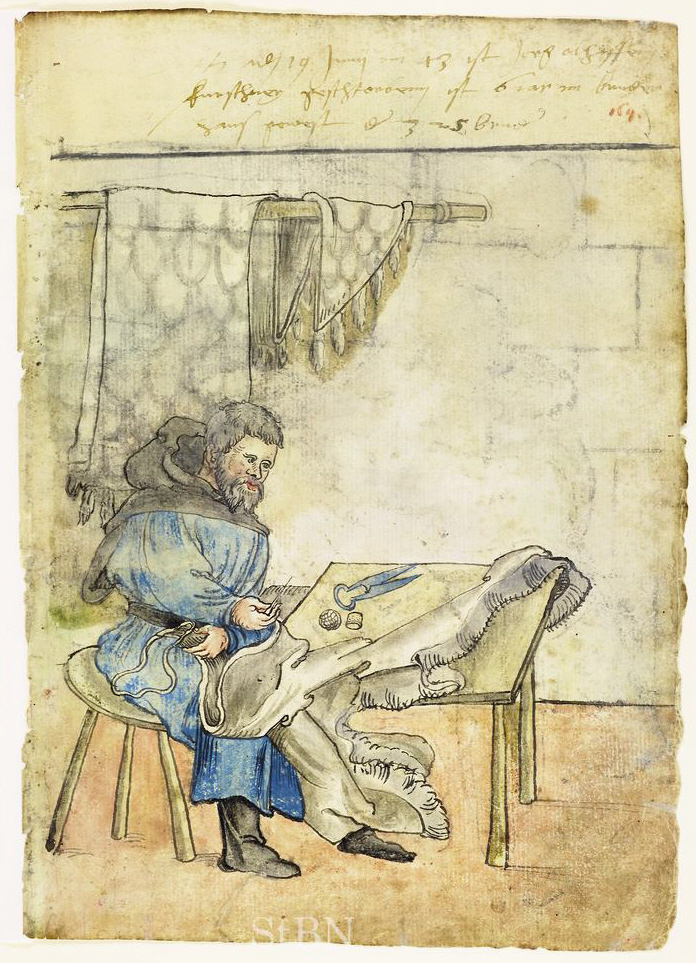
پوست‌فروش، ۱۵۴۳
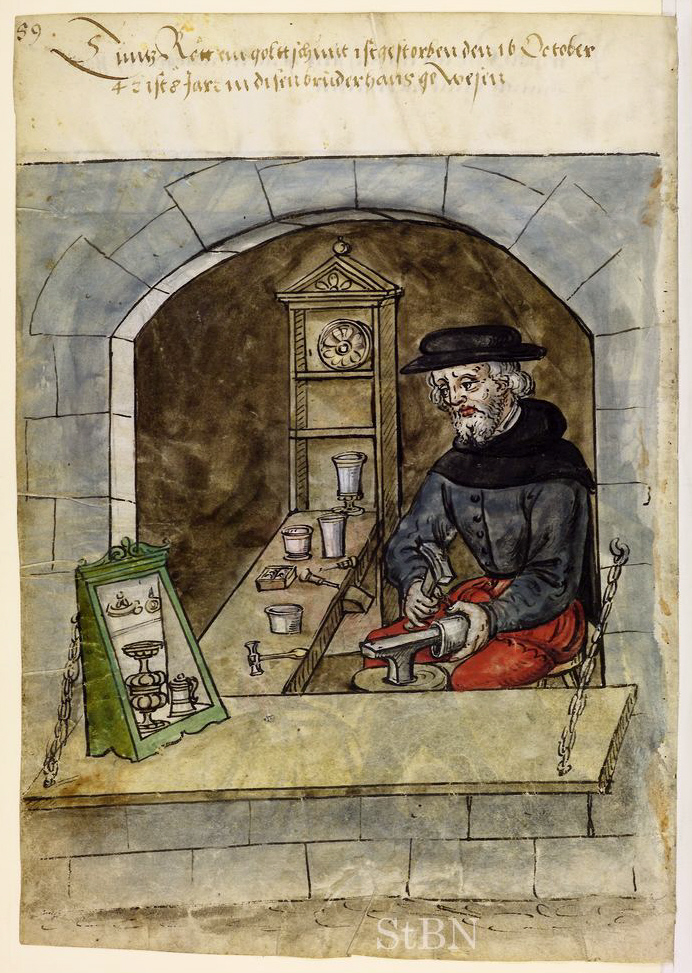
زرگر، ۱۵۴۳
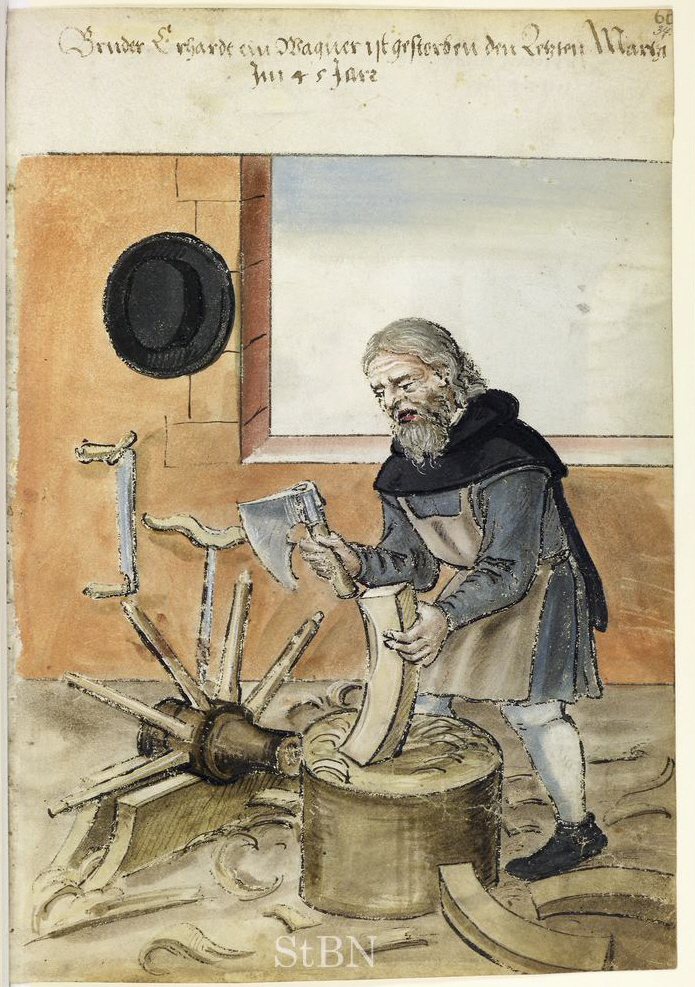
چرخ‌ساز، ۱۵۴۵
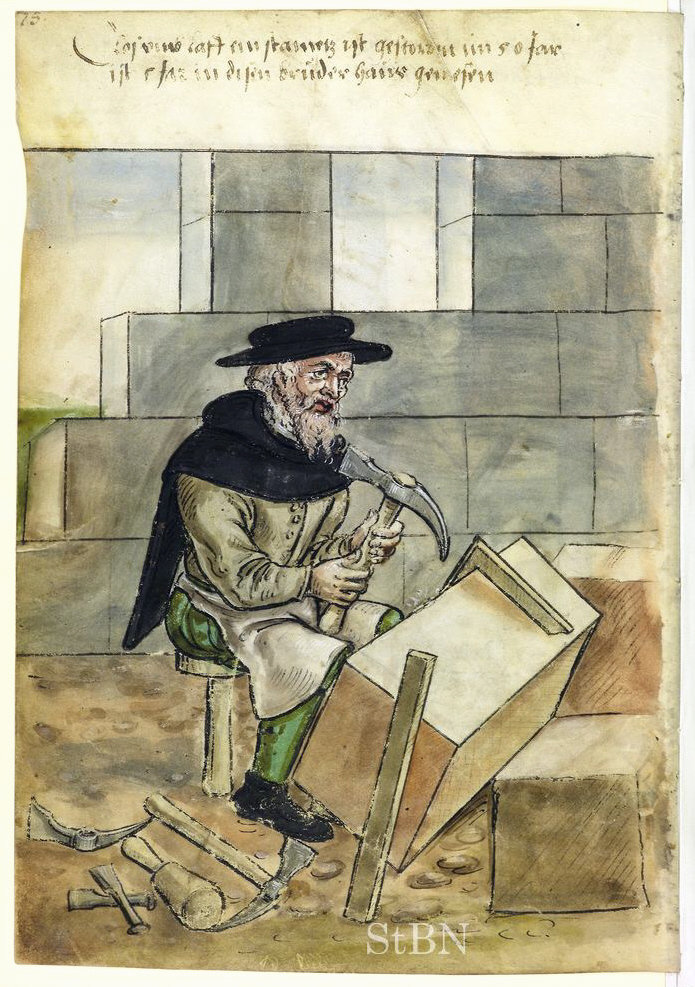
سنگ‌تراش، ۱۵۵۰
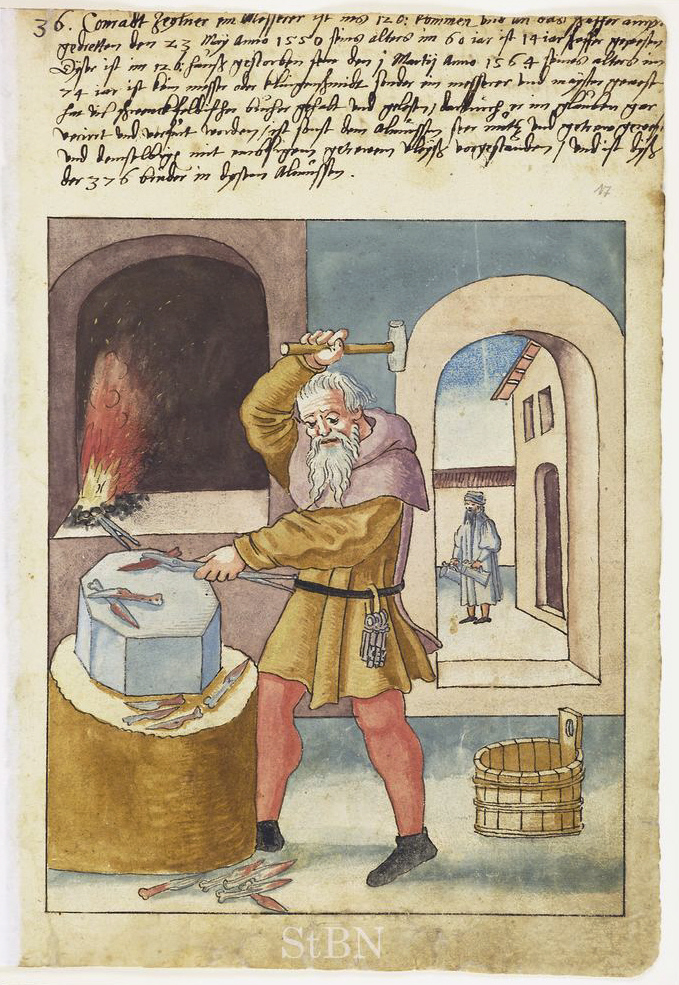
شمشیرساز، ۱۵۶۴
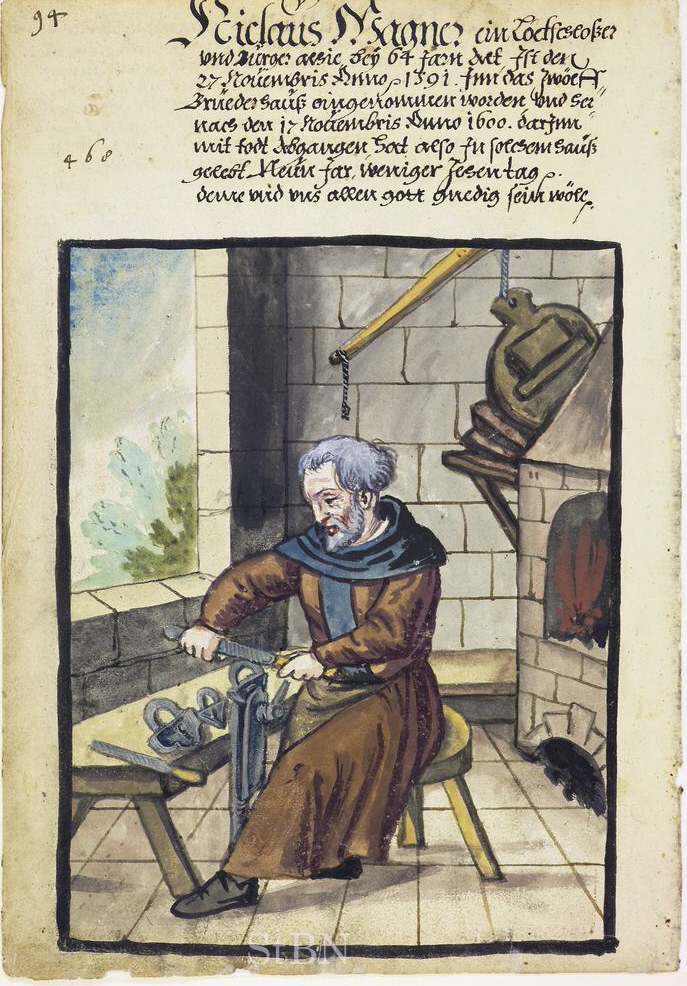
قفل‌ساز، ۱۶۰۰
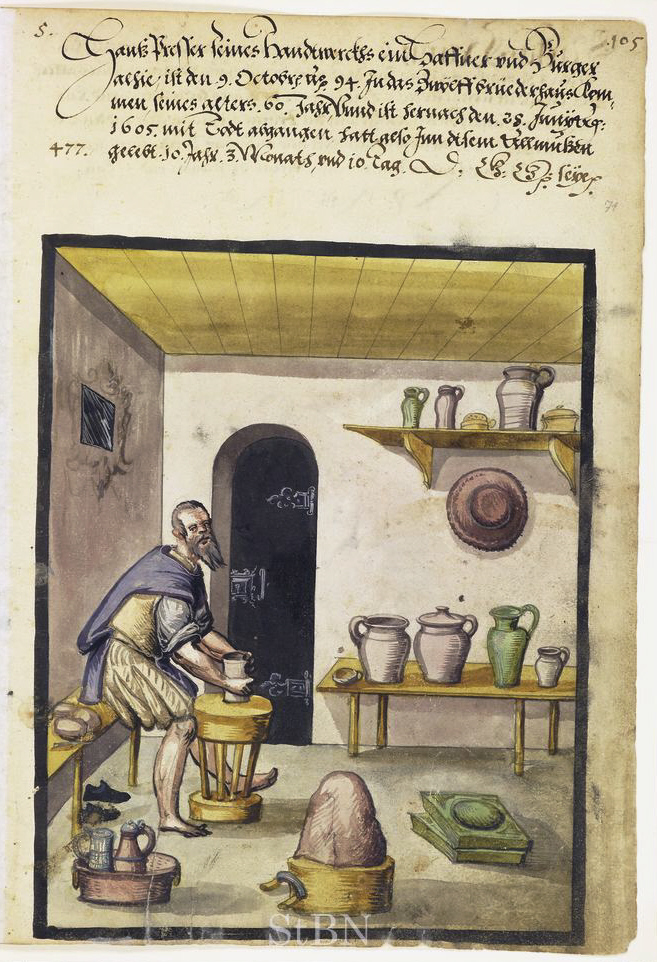
کوزه‌گر، ۱۶۰۵
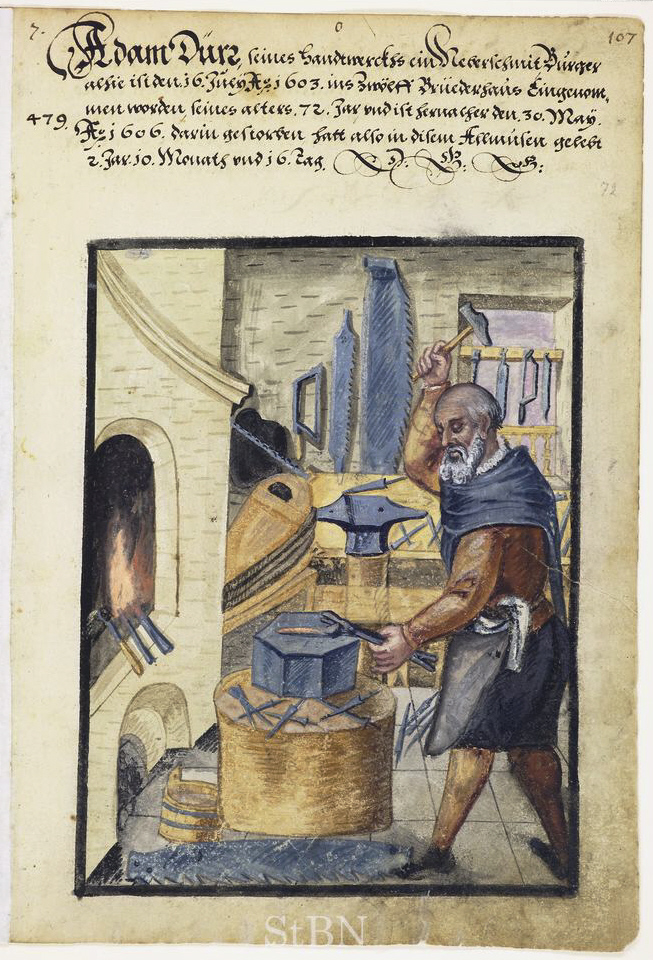
آهنگر، ۱۶۰۶
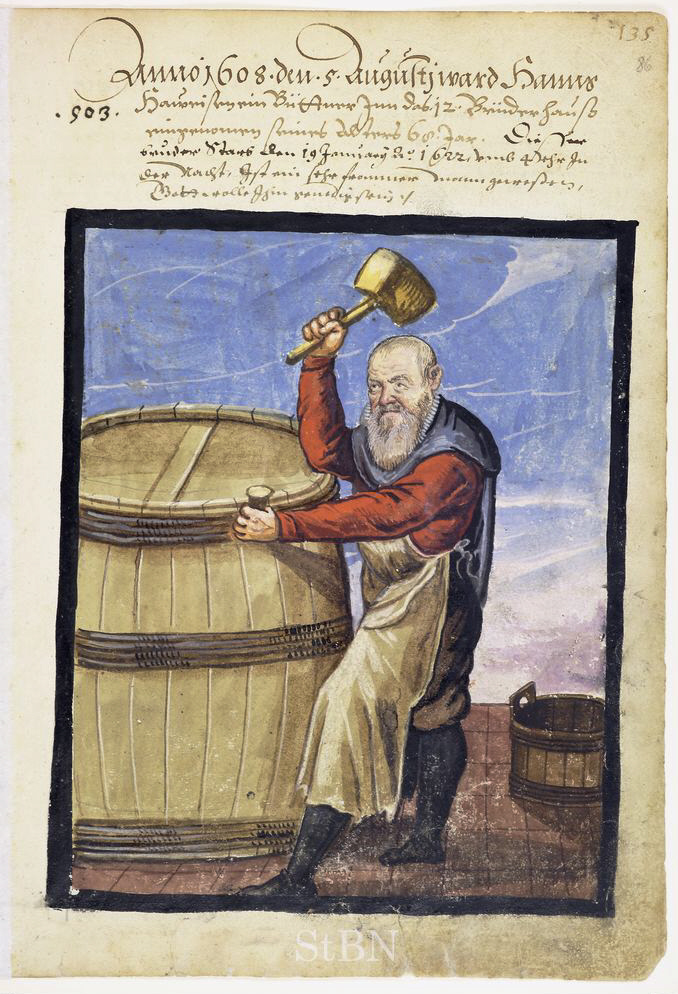
مس‌گر، ۱۶۰۸
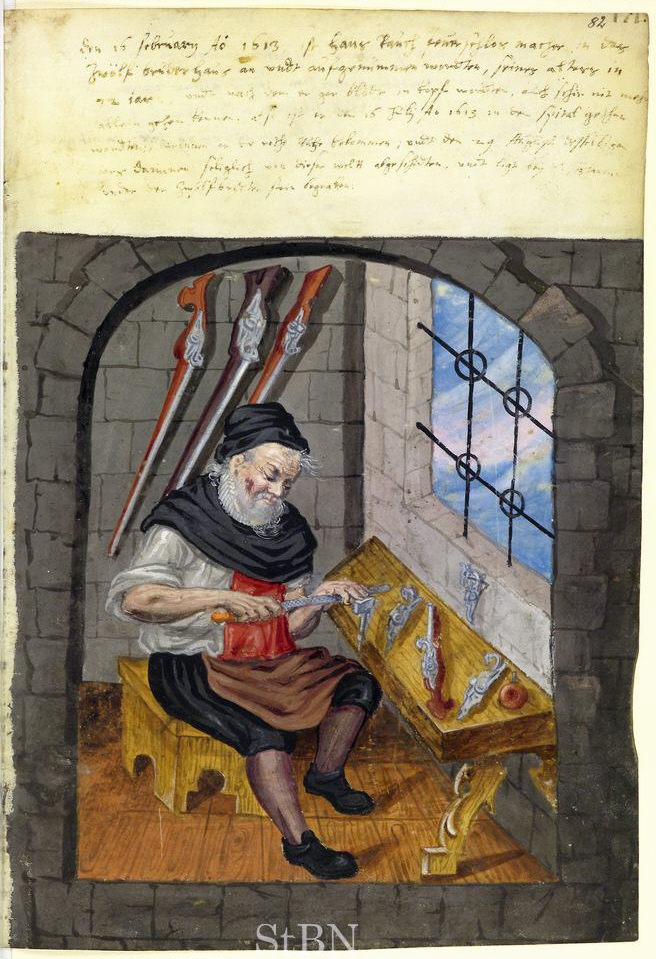
اسلحه‌ساز، ۱۶۱۳
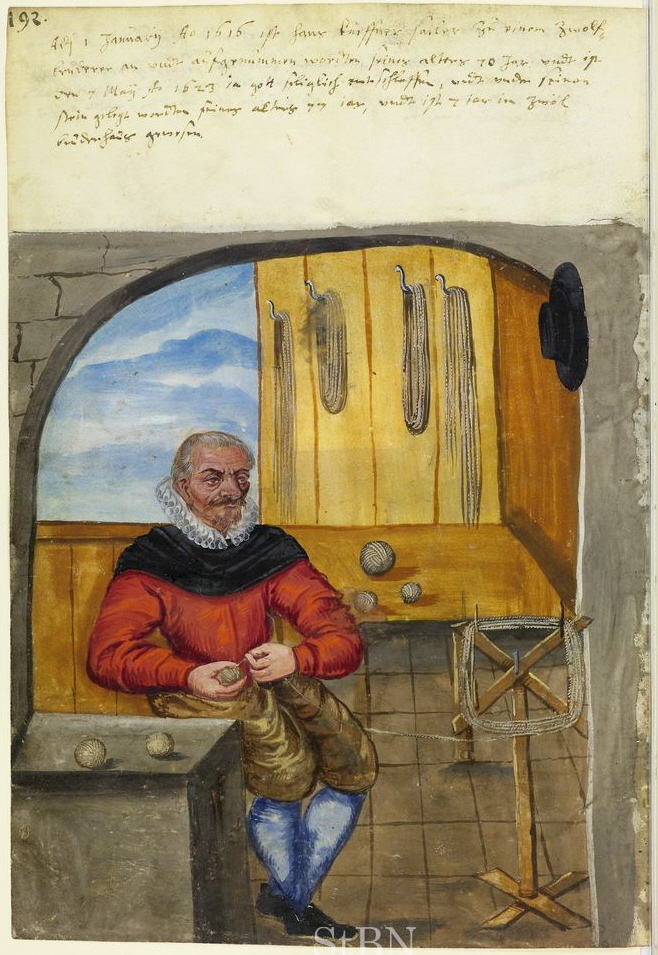
طناب‌ساز، ۱۶۱۶